# روبرت شامبرز (عالم اجتماع)
روبرت شامبرز (بالإنجليزية: Robert Chambers)‏ هو عالم اجتماع بريطاني، ولد في 1932.